# К-3 «Ленинский комсомол»
К-3 «Ленинский комсомол» — первая советская и третья в мире атомная подводная лодка, головной корабль проекта 627 «Кит», в 1958—1987 годах входила в состав Северного флота ВМФ СССР, в том числе до 1965 года в опытной эксплуатации. В 1962 году стала первой советской подводной лодкой, достигшей Северного полюса. В сентябре 1967 года при возвращении с боевой службы возник пожар в двух носовых отсеках, погибло 39 человек. Совершила шесть боевых служб и четыре дальних похода, суммарно прошла 128 443 морские мили за 141 15 ходовых часов. До 1986 года находилась в составе сил постоянной готовности. С 1988 года стояла на приколе в Гремихе. В 2002 году переведена в Полярный, в 2003 году выгружено ядерное топливо, в 2006—2019 годах находилась на СРЗ «Нерпа», в 2021 году переведена из Снежногорска в Кронштадт, в 2022 году выведена на сушу для установки в качестве музейного экспоната в «Музее военно-морской славы».

## История проектирования и строительства
Работа началась по постановлению Совмина СССР «О проектировании и строительстве объекта 627».
Главный конструктор В. Н. Перегудов. Руководитель работ с 1953 г. — С. А. Базилевский.
При этом в процессе проектирования с 1952 года разрабатывалось три варианта энергетической установки — с водо-водяным реактором, реактором с жидкометаллическим теплоносителем и с водо-графитным реактором. К-3 стала воплощением варианта с водо-водяным реактором, проект с ЖМТ был создан позже под индексом К-27, учеником Перегудова А. К. Назаровым. Этот подход к разработке силовой установки полностью повторил тот путь, которым пошли американские разработчики, создавшие в 1954 году «Наутилус» и в 1955 году «Сивулф». Вариант с водо-графитным реактором был признан бесперспективным и не реализовывался.
Однако в отличие от упомянутых американских проектов, использующих классические конструкции корпусов дизель-электрических лодок, корпус К-3 проектировался с нуля с упором на качество подводного хода. На общую компоновку лодки сильно повлиял опыт проекта 611. Лодка получилась быстроходнее «Наутилуса»: на испытаниях в погружённом состоянии был достигнут ход в 28 узлов без выхода реакторов на полную мощность. Изначально лодка предназначалась для атаки береговых военно-морских баз одиночной термоядерной торпедой очень большого калибра (Т-15), однако, за явной технической несостоятельностью подхода и обнаружившейся бессмысленностью с военной точки зрения, по ходу дела проект был пересмотрен в сторону более традиционного торпедного вооружения с возможностью использования на торпедах ядерных боеголовок.
Проект сильно отличался от предыдущих подлодок не только обводами корпуса и энергетической установкой. Первоначальный проект включал ряд сомнительных решений: лодка не несла полноценного оборонительного вооружения, не имела швартовых приспособлений (для манёвров на базе предполагался специальный буксир), не имела аварийных дизель-генераторов и якорей. При отказе от большой торпеды, на лодке появилось полноценное торпедное вооружение и были установлены дизель-генераторы. Однако лодка так и осталась без якоря и удобных средств швартовки, что причиняло большие неудобства экипажу и было исправлено только при последующих ремонтах. Экипаж готовили и тренировали заранее, часть офицеров была привлечена на стадии проекта, что позволило качественно улучшить эргономику рабочих мест и обитаемость отсеков, устраняя наиболее вопиющие изъяны на специально построенных деревянных макетах. Жильцов в книге «Атомная подводная эпопея» приводит примеры таких изъянов: рабочие места командира и штурмана располагались спиной по ходу. Офицерская кают-компания для опытной лодки, к тому же головной в серии, на борту которой ожидалась масса сверхштатных специалистов и начальства, имела только 8 мест и не имела холодильника, камбуз не был механизирован и т. п. За улучшение бытовых условий на лодке пришлось выдержать большую борьбу со старшим поколением подводников, считавших хоть немного улучшенные условия обитания команды и полезные приспособления камбуза барскими излишествами, без которых можно обойтись. Впоследствии качественный подбор и тренировка экипажа на специально построенных стендах (в том числе и стенде атомной силовой установки на учебной базе в Обнинске) помогли начать службу лодки, которая вышла с завода «сырая», со множеством недоработок и проблем. Фактически, лодка оказалась опытовой.
Лодка была заложена 24 сентября 1955 года в Северодвинске, на заводе № 402 (ныне «Севмаш»), заводской № 254. В августе 1955 года командиром лодки назначен капитан 1-го ранга Л. Г. Осипенко.
Подводная лодка была спущена на воду 9 августа 1957 года, физический пуск реакторов в сентябре 1957 года. Поднят флаг ВМФ 1 июля 1958 года, 4 июля 1958 года впервые в СССР дала ход под атомной силовой установкой, 17 декабря 1958 года принята у оборонной промышленности под гарантию устранения недостатков. После проведения испытаний и ввода лодки в строй Осипенко стал Героем Советского Союза, старпом Жильцов и командир БЧ-5 Акулов были награждены орденами Ленина, остальные офицеры также получили ордена, а все матросы — медали Ушакова.
Параллельно, с заметным отставанием, проектировалась и строилась требуемая для поддержки АПЛ новая береговая инфраструктура.
12 марта 1959 года вошла в состав 206-й отдельной бригады подводных лодок с базированием на Северодвинск.

## История службы
В октябре 1959 года вместе с 206-й ОБрПЛ перешла в Западную Лицу для освоения пункта базирования.
В 1961 году вошла в состав формируемой 3-й дивизии подводных лодок.
С 11 по 21 июля 1962 года впервые в истории Советского Военно-Морского Флота она совершила длительный поход подо льдами Северного Ледовитого океана, во время которого дважды прошла точку Северного полюса. Под командованием Льва Михайловича Жильцова 17 июля 1962 года впервые в истории советского подводного флота всплыла около Северного полюса. Экипаж корабля недалеко от полюса во льдах Центральной Арктики водрузил Государственный флаг СССР. После возвращения в базу в Йоканьге, лодку на пирсе встречали Н. С. Хрущёв и министр обороны Р. Я. Малиновский. Руководителю похода контр-адмиралу А. И. Петелину, командиру корабля капитану 2 ранга Л. М. Жильцову и командиру БЧ-5 (силовая установка) инженер-капитану 2 ранга Р. А. Тимофееву присвоено звание Героя Советского Союза. По словам Осипенко и Жильцова, присвоение звания Героев, в тот момент, было исключительной и неожиданной честью. Весь личный состав корабля был награждён орденами и медалями. С 9 октября 1962 года получила почётное наименование «Ленинский комсомол», унаследовав его от подводной лодки «М-106» Северного флота, погибшей в одном из боевых походов в 1943 году.
В ходе опытной эксплуатации лодка практически постоянно требовала ремонтов, доделок и переделок. В первые годы службы, в том числе во время похода на полюс, поддержание лодки в рабочем состоянии обеспечивалось благодаря усилиям весьма квалифицированного экипажа, способного выполнять сложные ремонты самостоятельно. Именно опытный и готовый к ремонтам экипаж, по мнению Жильцова и Осипенко, был основной причиной того, что в первый поход на полюс пошла именно эта лодка, а не серийные подводные лодки.
Как сообщают Осипенко и Жильцов, главный энергетик проекта 627 Генрих Гасанов требовал запретить выходы лодки в море из-за неисправности главной энергетической установки (ГЭУ). Однако его телеграмма была получена на борту уже в походе, когда об изменении планов речи идти не могло. В поход лодка вышла на дизелях в надежде запустить ГЭУ, которую доводили все дни накануне выхода, уже в походе, что экипажу удалось сделать.
Слабым местом ядерной энергетической установки ВМ-А как на К-3, так и на остальных советских подводных лодках первого поколения были парогенераторы, в которых постоянно возникали трещины и происходили утечки радиоактивной воды из первого контура реактора. При утечках становился радиоактивным сам воздух в лодке из-за появления опасных аэрозолей. Фактический ресурс парогенераторов, при бережном обращении, составлял примерно 3000 часов, после чего риск опасной течи сильно возрастал. Осипенко и Жильцов в книге «Атомная подводная эпопея» упоминают о том, что на полюс лодка пошла без трети парогенераторов, которые были заглушены из-за утечек. Мощность ГЭУ была ограничена 60 %. Ресурс же оставшихся парогенераторов оценивался в 800 часов, и оценивался справедливо — после возвращения из похода потекли и эти оставшиеся, переоблучив экипаж. Фактически, лодка после похода исчерпала ресурс и потребовала ремонта с заменой отсека. Сказывался и повышенный, по сравнению с другими лодками проекта, уровень радиоактивности воды первого контура, и большое количество сварных швов, оставшихся из-за бессчётных переделок. Налицо была низкая технологическая культура производств и ремонтных служб, явно недостаточная для постройки и поддержки такого сложного и опасного оборудования. По этой причине, переоблучение экипажа было нередким, однако оно считалось неизбежным злом для столь революционно нового корабля. Для снижения дозы облучения, получаемой экипажем в «грязных» отсеках, в подводном положении практиковалось периодическое перемешивание воздуха между отсеками для более равномерного распределения загрязнения, и, соответственно, доз по экипажу в целом — облучались даже коки. Лучевая болезнь и иные последствия облучения среди членов экипажа были почти обычным делом. Известен случай, когда после очередной течи парогенератора возвращающуюся лодку ждали на пирсе машины «скорой помощи». Из соображений секретности, многим пострадавшим в медицинскую историю записывались ложные диагнозы.
С февраля 1963 по октябрь 1965 года К-3 простояла в ремонте с полной заменой реакторного отсека. Отработавшее ядерное топливо было выгружено, а сам отсек был затоплен в заливе Абросимова в Карском море на глубине 20 метров. В ходе ремонта подводная лодка получила также новый навигационный комплекс «Сигма» и новые системы управления, в том числе аварийными средствами. 11 апреля 1963 года на стоящей в ремонте ПЛАРБ К-33 произошёл пожар при проведении работ по демонтажу листов обшивки рубки и ракетных шахт. Пожар был ликвидирован в том числе благодаря подаче воды со стоящей рядом в ремонте К-3 «Ленинский комсомол».
8 сентября 1967 года в Норвежском море при возвращении с боевого дежурства произошёл пожар в I и II отсеках, погибло 39 человек. Взрыва торпед, а среди них были и торпеды с атомными боевыми частями, удалось избежать. Лодка самостоятельно вернулась в базу. Причиной катастрофы была плохая уплотнительная прокладка в штуцере гидравлической машинки в носовом торпедном отсеке. Вместо штатного медного кольца в системе, работающей под большим давлением, стояла прокладка из паронита. Возникла утечка, вытекшая огнеопасная гидравлическая жидкость воспламенились, предположительно, от электрического фонаря, на лампочке которого не было штатного защитного колпака. Огонь из I отсека перекинулся во II из-за поздно закрытой двери. Ядовитый дым пошёл и в III (командный) отсек, но находящихся там людей в итоге удалось спасти, во многом благодаря выносливости боцмана мичмана Михаила Ивановича Луни, который сумел включиться в изолирующий аппарат, увидел, что его командир Олег Сергеевич Певцов (командир БЧ-1) потерял сознание, снял с себя маску и включил в аппарат офицера. Командир БЧ-5 Виталий Васильевич Зайцев, находясь в полубессознательном состоянии, до конца руководил в отсеке действиями личного состава и принял необходимые организационные и технические меры для исключения катастрофических последствий, спасения корабля и людей. Командиру корабля — капитану 2 ранга Юрию Федоровичу Степанову, обладавшему недюжинной физической силой, удалось отдраить верхний рубочный люк. Однако при этом он получил серьезную травму головы и потерял сознание.
По воспоминаниям А. П. Михайловского со слов находившегося на борту Н. К. Игнатова именно Михаил Луня спас в тот день корабль, продув балласт и провентилировав отсеки. После этих трагических событий командир субмарины Ю. Ф. Степанов был списан на берег, а новым командиром стал Анатолий Жуков.
17 октября 1987 года К-3 приказом Главкома ВМФ выведена из боевого состава флота. За время службы он прошёл 128 443 мили, проведя в походах 14 115 часов. 14 марта 1989 года К-3 была переклассифицирована в большую атомную подводную лодку и переименована в Б-3.

## Окончание службы

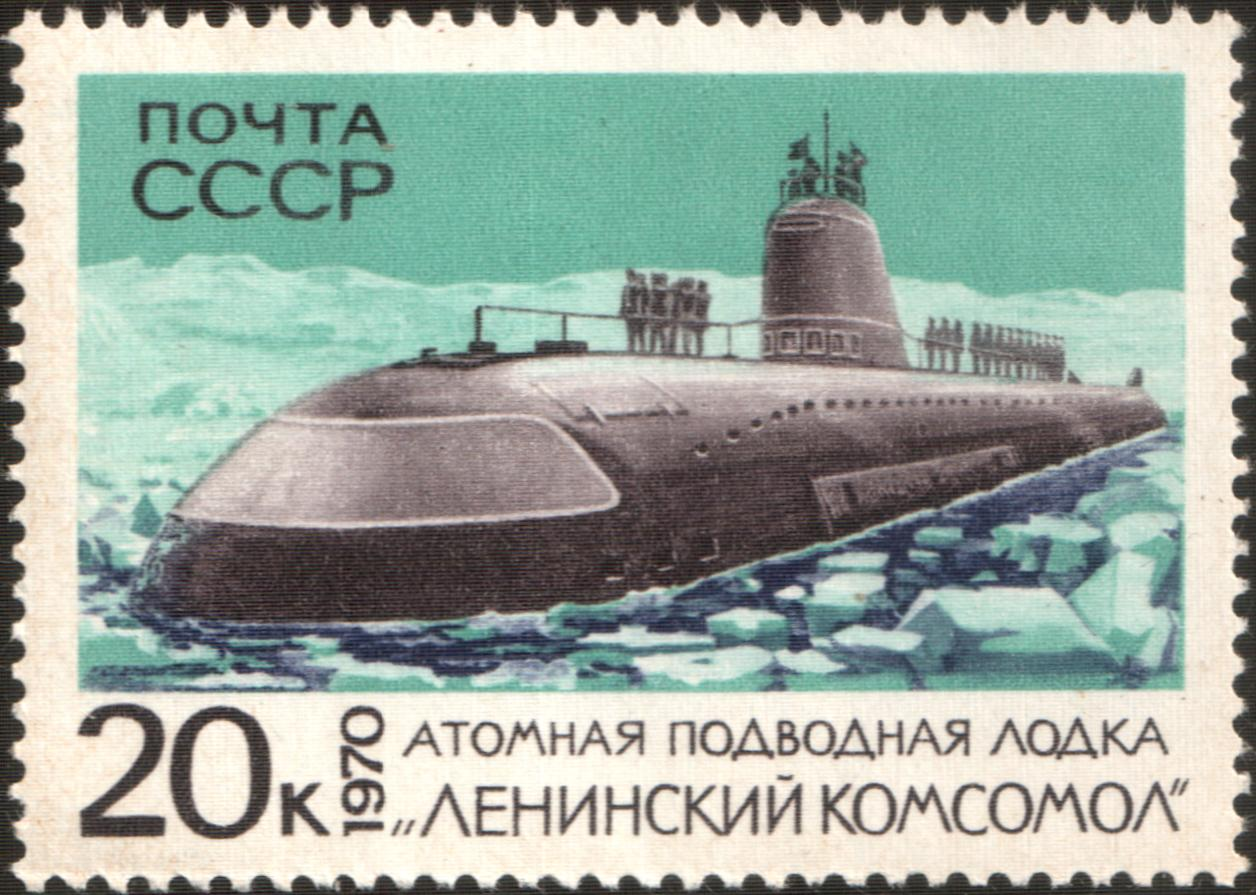
Почтовая марка из серии «Боевые корабли Военно-Морского Флота СССР», 1970

В 1993 году Б-3 окончательно выведена из состава Северного флота. В конце 2002 года Б-3 доставили для утилизации в город Полярный Мурманской области на СРЗ-10, где с неё выгрузили отработанное ядерное топливо, в 2006 году лодку перевели в Снежногорск, в акваторию судоремонтного завода «Нерпа» (филиал Центра судоремонта «Звёздочка»). В 2008 году по решению Морской коллегии при правительстве РФ под председательством министра транспорта Игоря Сергеевича Левитина первая советская атомная подводная лодка должна была быть переоборудована в музей. В КБ «Малахит» разработан проект переоборудования в плавучий музей.
Затем лодку решили утилизировать до конца 2013 года на судоремонтном заводе «Нерпа». Такое решение было принято в Объединённой судостроительной корпорации в связи с отсутствием денег на восстановление лодки, а также из-за того, что стапельная площадка, на которой хранятся останки лодки, срочно нужна под другой проект — утилизацию опасного судна «Лепсе». Для сохранения лодки, для последующего переоборудования в музей, требовалось 50 миллионов рублей.

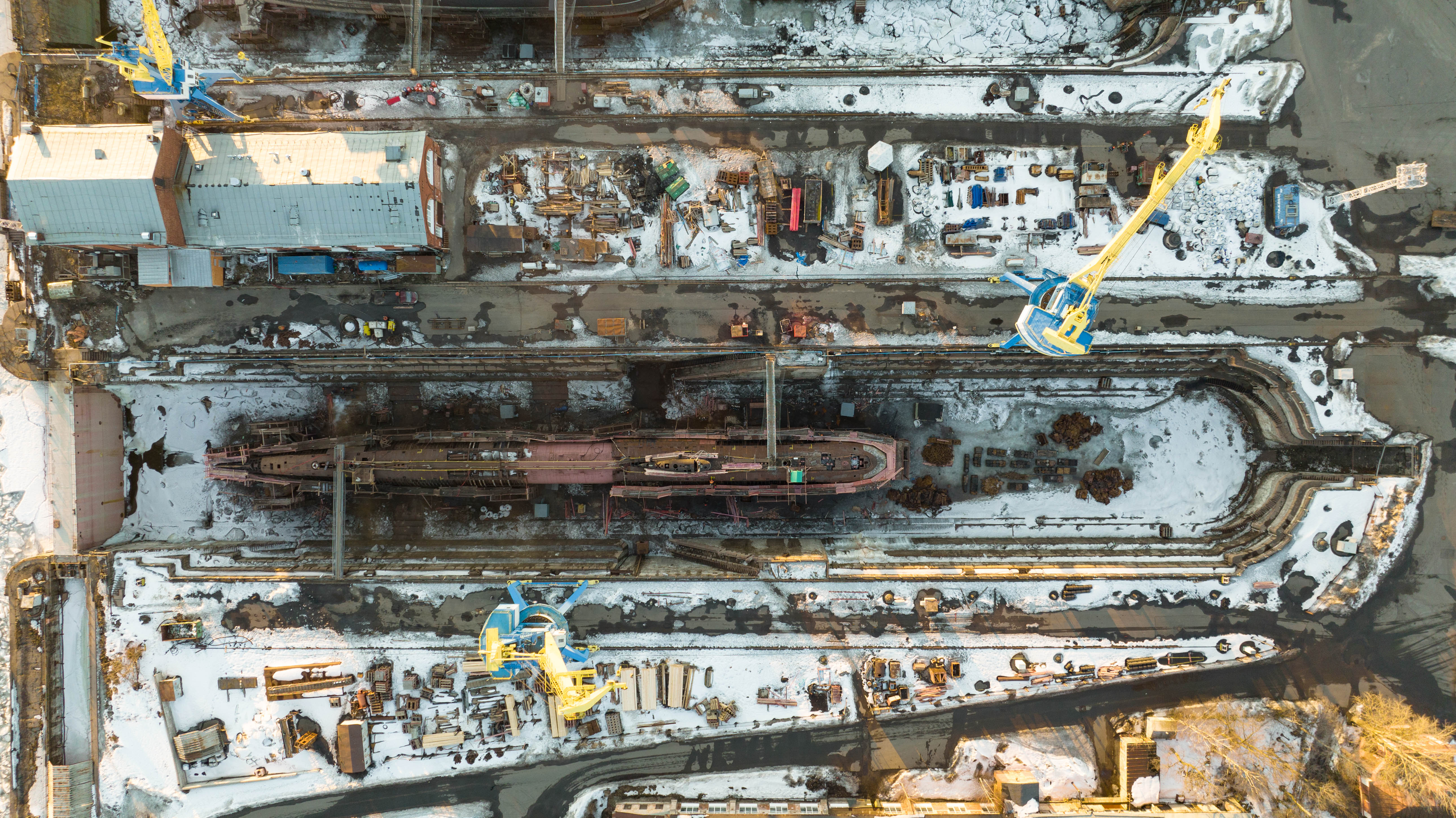
Подлодка в Александровском доке КМОЛЗ, март 2022 года

Впоследствии было снова принято иное решение — подводная лодка будет законсервирована и спущена на воду в ожидании дальнейшего финансирования. Деньги для реализации первого этапа работ были выделены Министерством Обороны. По состоянию на конец 2013 года был вырезан реакторный отсек, заменённый отсеком с другого корабля — турбинным отсеком с однотипной К-181.
По состоянию на 19 марта 2019 года, на лодке завершены работы по конвертации: заварены все забортные отверстия. Лодка спущена на воду в акватории судоремонтного завода «Нерпа». Вырезанный реакторный отсек установлен в пункте долговременного хранения в Сайда-губе.
В октябре 2020 года стало известно, что к 2023 году подводная лодка К-3 станет ключевым экспонатом проектируемого Музея военно-морской славы в Кронштадте. Работы по восстановлению лёгкого корпуса подводной лодки, изготовлению опорных оснований и подготовки К-3 к перегону в Кронштадт выполнены специалистами судоремонтной верфи в Снежногорске Мурманской области. Проектную документацию по музеефикации АПЛ выпустило СПМБ «Малахит», где в своё время был разработан проект 627 (К-3).
В сентябре 2021 года К-3 была доставлена с Северного флота в Кронштадт по Беломорско-Балтийскому каналу и готовилась к передаче на Кронштадтский морской завод для ремонтно-восстановительных работ и переоборудования в корабль-музей.
В сентябре 2022 года после восстановительного ремонта в Выборге К-3 выгружена на берег в кронштадском порту и готовится к транспортировке на место постоянной установки.
С июля 2023 года К-3 «Ленинский комсомол» является одним из главных экспонатов Музея военно-морской славы в Кронштадте.

## Командиры
- август 1955 — декабрь 1959: Л. Г. Осипенко,
- декабрь 1959 — октябрь 1964: Л. М. Жильцов,
- октябрь 1964 — май 1967: Г. С. Первушин,
- июль 1967 — июль 1968: Ю. Ф. Степанов,
- июль 1968 — январь 1972: А. Я. Жуков,
- январь 1972 — март 1977: А. Н. Базько,
- март 1977 — апрель 1984: А. А. Растворов,
- июнь 1984 — сентябрь 1986: О. В. Бурцев,
- сентябрь 1986 — март 1989: С. В. Мурашов.
- июнь 1989 — февраль 1995: Л. В. Бондаренко,
- февраль 1995 — июнь 2002: Е. А. Фёдоров.
- июнь 2002 — декабрь 2009: А. В. Тищенко[25].

Леонид Осипенко и Лев Жильцов стали контр-адмиралами и Героями Советского Союза, Анатолий Жуков — начальником штаба 3-й дивизии подводных лодок Северного флота, а Олег Бурцев — вице-адмиралом.

## Экипаж
Два экипажа для головной АПЛ проекта 627, основной и дублирующий, начали формироваться в мае 1954 года. В том же году они прошли обучение на действующей Обнинской АЭС и на наземном стенде с действующей корабельной ядерной энергетической установкой. В 1955 году первыми командирами назначены Л. Г. Осипенко (основной экипаж) и В. С. Салов (второй экипаж), в сентябре 1955 года второй экипаж переформирован в основной экипаж АПЛ К-5 — первой серийной подводной лодки проекта 627А. Обучение было завершено в августе 1956 года, экипаж был направлен в Северодвинск в составе 150-го отдельного дивизиона опытовых кораблей, в марте 1959 года переформированного в 203-ю отдельную бригаду подводных лодок, базирующуюся на Западную Лицу и ставшую родоначальницей всех соединений советского атомного подводного флота.
В 1959 году первый командир К-3 Леонид Гаврилович Осипенко за освоение новой техники удостоен звания Героя Советского Союза, затем был назначен руководителем учебного центра ВМФ в Обнинске.
В 1962 году за поход к Северному полюсу Героями Советского Союза стали старший на борту — командующий 1-й ФлПЛ контр-адмирал А. И. Петелин, командир корабля Л. М. Жильцов, командир БЧ-5 Р. А. Тимофеев, весь остальной личный состав был награждён орденами и медалями.

## В кино
27 февраля 2025 года в российский кинопрокат вышел художественный фильм «Северный полюс», рассказывающий о походе подводной лодки К-3 на Северный полюс. Съёмки картины проходили в Санкт-Петербурге и Ленинградской области (Сестрорецк, Финский залив), в Мурманской области (Заозёрск, Полярный).